# توماس جفرسون (هتل)
توماس جفرسون یک هتل واقع در آلاباما، ایالات متحده آمریکا می‌باشد. ساخت و ساز این ساختمان مه ۱۹۲۶ شروع شده‌است. این بنا به سبک Spanish revival طراحی شده‌است. ارتفاع آن ۸۷٫۴۸ متر (۲۸۷٫۰ فوت)، تعداد طبقاتش ۱۹ است.